# Bulbophyllum cimicinum
Bulbophyllum cimicinum är en orkidéart som beskrevs av Jaap J. Vermeulen. Bulbophyllum cimicinum ingår i släktet Bulbophyllum och familjen orkidéer. Inga underarter finns listade i Catalogue of Life.